# Братотворіння

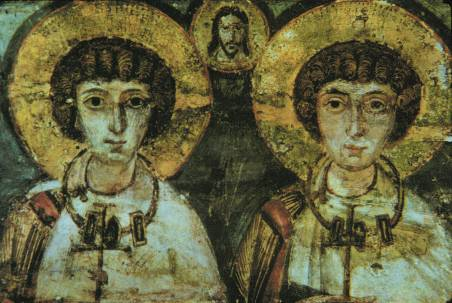
Св. мученики Сергій і Вакх

Братотворі́ння, або адельфопое́зис (грец. ἀδελφοποίησις, від ἀδελφός — брат, і ποιέω — роблю, творю) — обряд, що історично правився в деяких християнських традиціях для об'єднання двох людей однієї статі (зазвичай чоловіків) у благословенний церквою дружній союз. Схожі ритуали побратимства практикували й представники інших культур, зокрема американські індіанці, мешканці Стародавнього Китаю, а також скандинавські та інші германські народи. За свідченнями візантійських рукописів IX–XV ст. молитовні тексти проголошували учасників обряду «духовними братами» та містили згадки пар, зарахованих до лику святих, серед яких найшанованішими є святі Сергій і Вакх, прославлені своєю дружбою.
Зникла християнська традиція отримала популярність у кінці XX ст., опинившись у центрі полеміки серед прихильників і опонентів світської та релігійної легалізації гомосексуальних стосунків на Заході.

## Історія
На думку протоієрея Костянтина Нікольського, обряд братотворіння виник на основі прагнення чоловіків налагодити міцну дружбу, яка відрізняється готовністю взаємно допомагати один одному аж до самопожертви, що буває між рідними братами. Ця жага була ще сильніша між християнами, які виконували заповідь любові до ближнього. Для зміцнення єдності вдавалися до допомоги Церкви. У зв'язку з цим виробився чин братотворіння.
Адельфопоезис був поширений головно в православному християнстві — у Греції, на слов'янських землях (на Русі та в Московії). Богослужбовий чин з'явився у Візантії раніше IX ст. Найдавніший збережений текст знаходиться в Требникові Ґоара. Згодом він поширився у слов'янських країнах: він трапляється у глаголичному Евхологіоні XI ст., а потім в рукописних Требниках XIV — XV ст. й пізніших, а також у друкованих Требниках 1625, 1633, 1636 і 1651 рр. та деяких інших. Чин існував у православній церкві аж до заборони правилом Номоканону.
На Русі чин братотворіння було сприйнято позитивно у відповідності з народним духом, оскільки русини високо цінували братство (що відбилось у прислів'ях і таких словах як «братчина», «братина») і побратимство (існував обряд обміну натільними хрестами). Чин братотворіння заочно звершив митрополит Іона над Казимиром IV і Василем II.

### Чинопослідування
Обряд братотворіння був зовні дуже схожий на таїнство шлюбу — і те, і те відбувалося в церкві перед вівтарем. Обоє чоловіків, охочих вступити в союз, ставилися перед аналоєм, що на ньому лежали хрест і Євангеліє. У руки їм давалися свічки, священник злучав їх руки, читалися молитви, Святе Письмо. Священник водив їх довкола аналоя зі співом церковних пісень, причащав ранішосвяченими дарами. Чоловіки, охочі стати братами, обмінювалися поцілунками, цілували священника та йшли на трапезу (агапу).

### Наслідки застосування обряду
Внаслідок поширених у народі забобонів вважалося, що церковний чин братотворіння мав таке саме значення як і таїнство шлюбу, зокрема, особи, що вступили в духовне братство за посередництва церкви, вважалися такими, що є в близькому спорідненні, і це було завадою до шлюбу між їхніми родичами та надавало право спадкування без заповіту. Така сама думка містилася в 53-му правилі Трулльського собору (691 — 692 рр.), згідно з яким духовне споріднення прирівнювалося до кровного, «...бо спорідненість духовна важливіша за союз тілесний...».

### Скасування
Чин було скасовано внаслідок зловживань, пов'язаних з неправильним розумінням змісту обряду. Згідно з 50-ю главою Кормчої книги, священника, що править чин братотворіння, має бути відсторонено від служіння на деякий час.

## Братотворіння в християнській традиції
Російський вчений, священник Павло Флоренський, пропонує відомий опис адельфопоезису в праці «Стовп і підвалина правди. Досвід православної теодицеї в дванадцятьох листах», яка містить ранню бібліографію з цієї теми. Флоренський описує традиційну християнську дружбу, виражену через братотворіння: «межа дроблення — не людський атом, що від себе і з себе відноситься до громади, а громадська молекула, пара друзів, котра є початок дій, подібно до того як такою молекулою язичницької громади була сім'я», розмірковуючи над словами Христа про те, що «Де (γαρ) — зібрані двоє або троє (δύο ή τρεις) — в Моє Ім'я (εις το έμον όνομα), — там Я є серед них». У своєму теологічному тлумаченні обряду Флоренський описує поєднання в братотворінні агапічної і філічної християнської любові, але не еросу, відзначаючи, що його послідування складається з молитов, читання Біблії та причастя ранішосвячених євхаристійних дарів.
Альтернативна точка зору свідчить, що обряд часто застосовувався як укладення постійного договору між керівниками держав або братами по релігії, що було заміною побратимства (зокрема, по крові), яке в той час було заборонене церквою. Інші дослідники, як-от Брента Шо, так само стверджують, що такі союзи були скоріше подібними до побратимства й не містили ніякої сексуальної конотації.

## «Одностатевий союз» чи «побратимство»?
Обряд привернув суспільну увагу Західного світу після того як історик Єльського університету Джон Босвелл, у своїй книзі «Одностатеві союзи в домодерновій Європі» дійшов висновку, що метою зазначеної практики було об'єднання двох людей у якусь подобу шлюбного союзу. Його теорія була оскаржена іншими науковцями, особливо істориком Каліфорнійського університету Клаудією Рапп, у спеціальному випуску католицького наукового журналу «Traditio» (вип. 52) 1997 року, що присвячений критиці цієї тези. Праці Босвелла так само розкритикувала релігійна спільнота, головним чином Грецька православна церква, яка вважає його праці сучасним американським культурним привласненням своєї традиції і тлумачить адельфопоезис як «братання», що мало цнотливий і дружній відтінок.
На думку греко-православних кліриків і консервативних науковців, таке розуміння братотворіння не відповідає його дійсному змістові та суперечить не тільки біблійним заповідям, а й усім церковним і цивільним постановам візантійської доби щодо гомосексуальності: смертна кара за світськими законами, тривалі терміни покаяння згідно з церковними правилами (18 років за 4-м прав. свт. Григорія Ніського, 15 років за 7-м і 62-м правилом свт. Василія Великого). Через сучасну відміну культурної ситуації, чин братотворіння, швидше за все, буде неадекватно сприйнятий суспільством, тому повернення до його духовного розуміння та введення його в літургійну практику навряд чи можливе.
Незважаючи на те, що багато науковців критикували висновки Босвелла, деякі вчені з ними погоджувалися. Серед них ліберальні науковці Єпископальної церкви Робін Скроґґс і Вільям Л. Кантрімен. Босвелл надав текст і переклад для кількох варіантів церемонії братотворіння в Греції і переклад різних слов'янських версій, хоча Рапп та інші опоненти оскаржили точність його перекладів. Босвелл заперечував, що термін «адельфопоезис» може бути перекладено як «гомосексуальний шлюб», але наполягав, що «братотворіння» є «анахронічно буквальним» перекладом і пропонував визначення «одностатевий союз» як краще тлумачення. Аргументи Босвелла були дещо сумнівними для православних каноністів, а також для таких науковців як Рапп, які стверджували, що таке визначення анахронічне сучасній світській етимології та антропології, котрі відмінні від традиційного християнства. Босвелл провів потенційну паралель із сучасними концепціями сексуальної ідентичності, хоча чин братотворіння недвозначно підкреслює духовну природу союзу в досучасних християнських реаліях.
Босвелл відзначав відсутність еквівалента адельфопоезису в латинській обрядовій традиції римо-католицької церкви, проте британський історик Алан Брей у своїй книзі «Друг» (англ. The Friend) представив текст і переклад латинського католицького обряду зі Словенії під назвою «Чин творіння братів» (лат. Ordo ad fratres faciendum). 
Аллан Тульчін у статті «Одностатеві пари ведуть домашнє господарство у Франції Старого порядку: побутування Affrèrement», стверджував, що в дореволюційній Франції «церемонія братання» (фр. affrèrement) об'єднувала неспоріднені одностатеві пари в довічні союзи, що потім могли сформувати сім'ю, спільно володіти майном і були в усьому подібними на шлюбний союз, або рівноцінні йому в умовах законних і соціальних звичаїв, на що вказують парафіяльні записи. Однак ці союзи не були пов'язані з ранньою греко-православною традицією та, ймовірніше, не мали сексуального забарвлення.